# Британски съвет
Британският съвет (на английски: British Council) е британска държавна институция, провеждаща културна дипломация чрез международно популяризиране на британската култура и английския език.
Създаден е през 1934 година в контекста на засилващия се тоталитаризъм в Европа, като през следващите години изгражда мрежа от свои клонове в много страни по света. Съветът е автономна организация, финансирана от „Форин Офис“.